# Neutrosfeer
De neutrosfeer is het deel van de aardatmosfeer waar zich overwegend neutraal geladen (niet geïoniseerde) deeltjes bevinden. De neutrosfeer strekt zich van het aardoppervlak tot het begin van het door de straling van de Zon geïoniseerde deel van de atmosfeer, dat de ionosfeer wordt genoemd, op ongeveer 80 km hoogte.
De neutrosfeer bevat vergeleken met de indeling van de atmosfeer naar temperatuursverloop de troposfeer, de stratosfeer en de mesosfeer.